# 沙尔热莱格雷
沙尔热莱格雷（法語：Chargey-lès-Gray，法語發音：[ʃaʁʒɛ lɛ ɡʁe]，意为“格雷附近的沙尔热”），又称沙尔热莱格赖，是法国上索恩省的一个市镇，属于沃苏勒区。

## 地名
该地名“Chargey-lès-Gray”中的“Gray”为临近市镇，通译作“格雷”，然而《世界地名翻译大辞典》与《世界地名译名词典》却在已将“Gray”译作“格雷”的情况下，将“Chargey-lès-Gray”纯按法汉译音表译作“沙尔热莱格赖”。

## 地理
沙尔热莱格雷（47°29'15"N, 5°34'31"E）面积16.56 平方千米，位于法国勃艮第-弗朗什-孔泰大區上索恩省，该省份为法国东部内陆省份，北起顺时针与孚日省、贝尔福地区省、杜省、汝拉省、科多尔省和上马恩省接壤。
与沙尔热莱格雷接壤的市镇（或旧市镇、城区）包括：蒙蒂勒和普朗蒂尼、阿尔克莱格雷、里尼。
沙尔热莱格雷的时区为UTC+01:00、UTC+02:00（夏令时）。

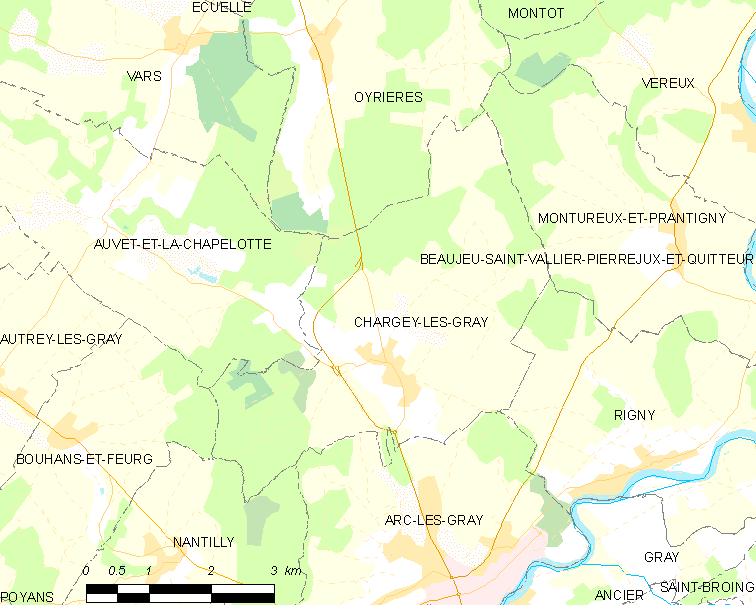
沙尔热莱格雷的OSM定位图

## 行政
沙尔热莱格雷的邮政编码为70100，INSEE市镇编码为70132。

## 政治
沙尔热莱格雷所属的省级选区为萨隆河畔当皮埃尔县。

## 人口

1962-2008年间沙尔热莱格雷人口变化图示

沙尔热莱格雷于2022年1月1日时的人口数量为669人。